# Maçãs de Caminho
Maçãs de Caminho é uma povoação portuguesa do Município de Alvaiázere que foi sede da extinta Freguesia de Maçãs de Caminho, freguesia que tinha 6,79 km² de área e 356 habitantes (2011), e, por isso, uma densidade populacional de 52,4 hab/km².
A Freguesia de Maçãs de Caminho foi extinta em 2013, no âmbito de uma reforma administrativa nacional, tendo o seu território sido agregado à Freguesia de Alvaiázere.
Maçãs de Caminho foi vila e sede de concelho até ao início do século XIX. Este era constituído apenas pela freguesia da sede e tinha, em 1801, 302 habitantes.

## População
| População da freguesia de Maçãs de Caminho | População da freguesia de Maçãs de Caminho | População da freguesia de Maçãs de Caminho | População da freguesia de Maçãs de Caminho | População da freguesia de Maçãs de Caminho | População da freguesia de Maçãs de Caminho | População da freguesia de Maçãs de Caminho | População da freguesia de Maçãs de Caminho | População da freguesia de Maçãs de Caminho | População da freguesia de Maçãs de Caminho | População da freguesia de Maçãs de Caminho | População da freguesia de Maçãs de Caminho | População da freguesia de Maçãs de Caminho | População da freguesia de Maçãs de Caminho | População da freguesia de Maçãs de Caminho |
| ------------------------------------------ | ------------------------------------------ | ------------------------------------------ | ------------------------------------------ | ------------------------------------------ | ------------------------------------------ | ------------------------------------------ | ------------------------------------------ | ------------------------------------------ | ------------------------------------------ | ------------------------------------------ | ------------------------------------------ | ------------------------------------------ | ------------------------------------------ | ------------------------------------------ |
| 1864                                       | 1878                                       | 1890                                       | 1900                                       | 1911                                       | 1920                                       | 1930                                       | 1940                                       | 1950                                       | 1960                                       | 1970                                       | 1981                                       | 1991                                       | 2001                                       | 2011                                       |
| 511                                        | 555                                        | 540                                        | 597                                        | 658                                        | 676                                        | 689                                        | 774                                        | 804                                        | 697                                        | 542                                        | 591                                        | 446                                        | 391                                        | 356                                        |

## Lugares da freguesia
- Amarela
- Azenha
- Barqueiro
- Carregal
- Carvalhal da Igreja
- Casais
- Eira da Pedra
- Maçãs de Caminho
- Mosqueiro
- Pedra Branca
- Quinta de São Gens
- Relvas
- Valbom